# ウィンテック
ウインテック株式会社は、主として通信の工事を請け負う情報通信建設会社である。
日本コムシス株式会社の連結子会社であり、日本コムシスグループの一員である。

## 事業所
- 本社 埼玉県戸田市美女木
- 事業所 埼玉県越谷市、栃木県宇都宮市、東京都世田谷区、千葉県船橋市、群馬県沼田市、埼玉県本庄市

## 主な建設事業
- 電気通信エンジニアリング事業
  - NTT工事、保守
  - ドコモ工事
  - 通信設備工事、保守（企業、通信事業者、官公庁、自治体）
  - 電気設備工事
  - 土木工事
- ソリューションビジネス等通信関連工事、保守
- 警備業法に基づく警備業

## 沿革
- 1942年 資本金1千万円にて船舶無線電信電話株式会社設立。
- 1953年 建設業登録。当時の日本電信電話公社より工事入札参加資格を得る。
- 1959年 社名を國際電設株式会社に変更。
- 1963年 株式を日本証券業協会店頭登録銘柄として登録。
- 1966年 日本電信電話公社の業務専従化に伴い、國興電業株式会社(現國興システムズ株式会社)を設立し業務を譲渡。
- 1972年 本社を現住所に移転。
- 1974年 建設業法の改正に伴い、特定建設業の許可を受ける。
- 1978年 資本金を1億5,000万円に増資。
- 1990年 資本金を1億5,750万円に増資。
- 1999年 日本コムシス株式会社が筆頭株主となる。
- 2004年 日本証券業協会への店頭登録を取り消し、ジャスダックに上場。
- 2005年 日本コムシス株式会社の100%子会社となり、上場廃止。
- 2006年
  - 大同通信工業株式会社の宇都宮支店を事業再編により編入。
  - 荘司通信工業株式会社を事業再編により編入。
  - オーティーエンジニアリング株式会社(現コムシスエンジニアリング株式会社)の越谷支店を事業再編により編入。
  - 株式会社サンネットコム(現コムシスイーテック株式会社)の川越支店を事業再編により編入。
- 2007年 コムシスウィングス株式会社に社名変更。
- 2010年 コムシスウィングス株式会社とコムシスイーテック株式会社が合併し、ウインテック株式会社に変更。